# Айсфельд
Айсфельд (нем. Eisfeld) — город в Германии, в земле Тюрингия.
Входит в состав района Хильдбургхаузен.  Население составляет 5569 человек (на 31 декабря 2010 года). Занимает площадь 46,97 км². Официальный код  —  16 0 69 012.
Город подразделяется на 3 городских района.

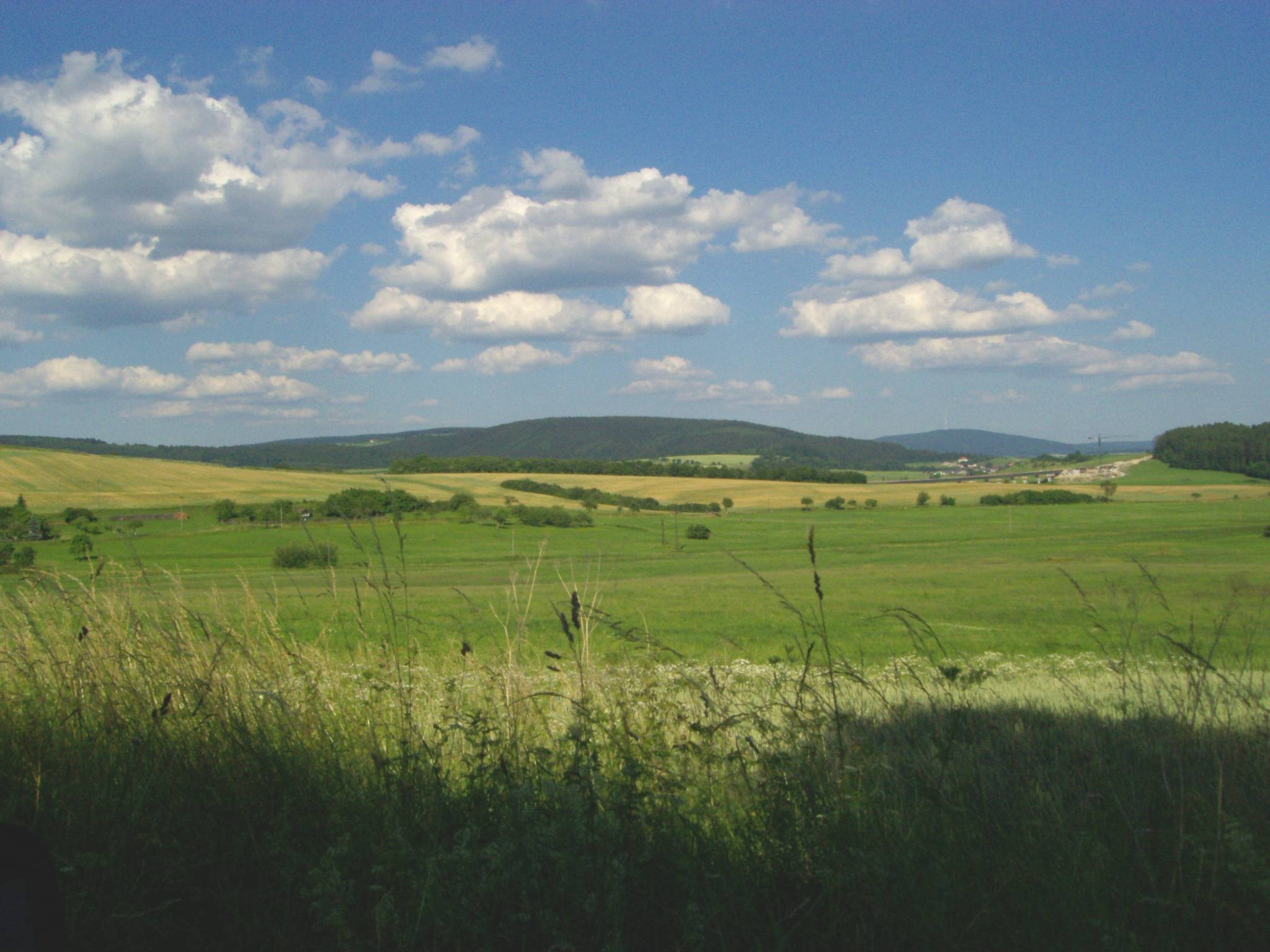
Айсфельд